# Valonščina
Valonščina (valonsko walon) je romanski jezik, ki spada v skupino oilskih jezikov (langues d'oïl). Govori se ga v Belgiji v Valoniji. V zadnjih generacijah je zaradi prehoda na standardno francoščino število govorcev močno upadlo, so pa v zadnjem času začeli ukrepati. Valonsko naj bi govorilo še okoli 400 000 ljudi. 
1. ↑  "Europe and North Asia" (211-282) . Tapani Salminen (2007), C. Moseley · London & New York: Routledge
2. ↑  valonščina at Ethnologue (18. izd., 2015)